# Chicago Pile-1

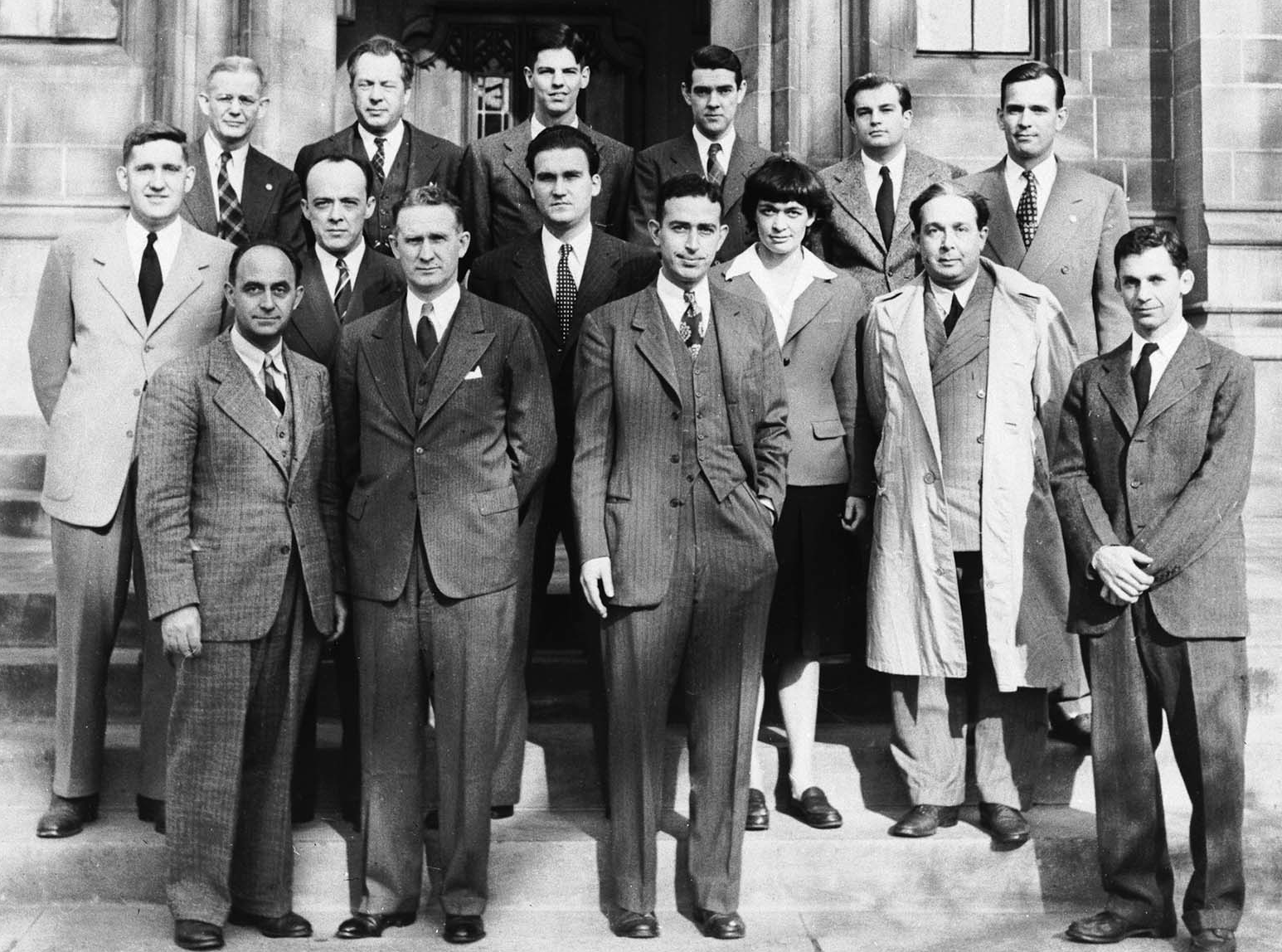
L'équipe de la Chicago Pile-1
Rangée à l'arrière : Norman Hilberry, Samuel Allison, Thomas Brill, Robert Nobles, Warren Nyer, Marvin Wilkening
Rangée du milieu : Harold Agnew, William Sturm, Harold Lichtenberger, Leona Woods, Leó Szilárd
Rangée à l'avant : Enrico Fermi, Walter Zinn, Albert Wattenberg, Herbert L. Anderson.

La Chicago Pile-1 est la première pile atomique au monde — c'est-à-dire le premier réacteur nucléaire artificiel — à réaliser une réaction en chaine auto-entretenue et contrôlée. Cette pile fut conçue à Chicago dans le cadre du projet Manhattan visant à doter les États-Unis de la bombe atomique durant la Seconde Guerre mondiale.

## Historique
Elle fut construite en 1942 dans une salle de squash abandonnée, sous les gradins du stade de football américain de l'université de Chicago par le Metallurgical Laboratory. Le 2 décembre 1942 à 15 h 25, l'équipe dirigée par Enrico Fermi retira du réacteur une barre de commande enrobée de cadmium, ce qui lança la réaction en chaîne de fission nucléaire. Bertrand Goldschmidt était le seul scientifique français de l'équipe, il s'occupait des problèmes de raffinage de l'uranium et d'extraction du plutonium.
La pile nécessitait une énorme quantité de graphite et d'uranium. À cette époque, les sources d'uranium pur étaient rares. Les concentrés d'uranium proviennent alors soit de l'Union minière du Haut Katanga qui exploitait la mine de Shinkolobwe au Congo belge, ou bien de la mine d'uranium du Grand lac de l'Ours au Canada. Frank Spedding, chercheur de l'université d'État de l'Iowa, réussit à raffiner environ 2 tonnes d'uranium. L'usine de lampes de Westinghouse, située à Bloomfield (New Jersey), produisit 3 autres tonnes d'uranium pur,.
La structure du réacteur était en bois, et supportait une pile de 50 000 briques de graphite représentant 400 tonnes de carbone, dans lesquelles étaient contenues des briquettes d'un total de 36 tonnes d'oxyde d'uranium et  6 tonnes d'uranium. La pile utilisait le graphite en tant que modérateur de la réaction. Le réacteur nucléaire sera utilisé dans un premier temps pour fabriquer du plutonium pour la première bombe atomique. Cette première pile n'était pas munie d'écrans protecteurs. Après quelques jours de fonctionnement, il fallut l'arrêter car les rayonnements ionisants émis pouvaient devenir dangereux pour les riverains.
Lors de la construction de cette pile, l'équipe d'Enrico Fermi met au point la formule des quatre facteurs, qui permet de modéliser la réactivité d'un assemblage nucléaire.
En janvier 1943, le major Arthur V. Peterson, ordonna le démantèlement de la pile de Chicago pour la ré-assembler sous le nom Chicago Pile-2 sur un site géré par le Laboratoire National d'Argonne, car il considérait que les opérations sur un réacteur étaient trop dangereuses pour être réalisées au cœur de la ville de Chicago. Le site choisi dans le comté de Cook en Illinois deviendra le futur Site A/Plot M.